# Антон Недялков
Антон Михайлов Недялков е български футболист, защитник, играч на Лудогорец.  Недялков е бивш юношески и младежки национал на България. Основният му пост е ляв краен бранител, но може да играе и като централен защитник. Продукт на Академия Литекс.

## Кариера

### „Литекс“ (Ловеч)
През 2002 г. прави първите си стъпки във футбола при покойния вече Димитър Колев в ДЮШ на Литекс. Преминава през всичките възрастови формации на ловчалии, а треньори още са му били специалисти като Христо Данчев, Пламен Линков, Митко Маринов, Петко Петков, Евгени Колев и Николай Димитров-Джаич. През 2008 г. на международния футболен турнир за юноши „Юлиян Манзаров“ е избран за „Най-перспективен играч“ на турнира. Печели Купата на БФС при юноши, родени 1993 г., като във финалната среща, играна на 15 април 2009 в Пловдив, „оранжевите“ побеждават връстниците си от Нафтекс с 2:1. През 2009 г. с треньор Евгени Колев става шампион на България при юношите младша възраст, родени 1992 г., като в директен спор за титлата Литекс побеждава в Правец връстниците си от Левски (София) с 4:2. В средата на август 2009 и отново в Правец с юношеска формация на Литекс водена от старши треньора Петко Петков взима участие в VI издание на международния футболен турнир за юноши „Юлиян Манзаров“. След победи над столичните ЦСКА и Левски Сф., и минимална загуба от Стяуа Букурещ, „оранжевите“ завършват първи в своята група. На финала в Правец се изправят срещу победителя от другата група европейския гранд Барселона и след победа с минималното 1:0 печели купата и златните медали от турнира. Печели и следващото издание на турнира с пабеда във финалната среща над Славия (София).
Неизменен титуляр е също за своята възрастова формация, с която участва в Елитната юношеска лига през сезон 2009 – 10. Шампион на България с дублиращия отбор на Литекс за сезон 2009/10. Шампион на България за юноши старша възраст в Елитна юношеска група до 19 години за сезон 2010/11. На 26 март 2011 г. прави неофициален дебют за мъжкия състав на Литекс (Ловеч), когато Любослав Пенев го пуска в контролата с Лудогорец (Разград), спечелена от „оранжевите“ с 5:2. През август 2011 г. подписва първия си професионален договор за срок от три години. От началото на сезон 2011/12 играе под наем във втородивизионния Чавдар (Етрополе). За тима воден от Атанас Атанасов-Орела записва 20 срещи. През зимната пауза на същия сезон е пратен под наем в елитния Светкавица (Търговище). Официалният му дебют в А група е на 4 март същата година при гостуването на Миньор (Перник). В тима от Търговище старши треньора Альоша Андонов започва да го налага като ляв краен бранител и опорен халф, а до края на сезона Недялков записва 13 срещи, в 12 от които като титуляр.
През лятото на 2012 г. ръководството на Литекс стартира нова политика на по-скромно харчене относно селекцията. След свиването на бюджета в Литекс част от чужденците напускат, както и звездите Светослав Тодоров и Христо Янев, а обратно в отбора са отзовани всички юноши пратени под наем в други отбори сред които и Антон Недялков. Така бранителят става част от най-младия отбор в историята със средна възраст 21 години и 8 месеца, ръководен от легендата на българския футбол Христо Стоичков.

### ФК „Далас“
На 21 декември 2017 г. Недялков преминава в американския ФК Далас за 1 милион долара.

### „Лудогорец“ (Разград)
Дебютира на 17 юли 2018 г. в първия предварителен кръг на Шампионската лига в срещата ФК Крусейдърс-„Лудогорец" 0 – 2. Дебютира в ППЛ на 28 юли 2018 г. в срещата Берое (Стара Загора)-„Лудогорец" 1 – 1. Отбелязва първия си гол в ППЛ на 14 септември 2018 г. при домакинската победа с 2 – 1 срещу Верея.

## Национален отбор
Получава първата си повиквателна за юношеския Национален отбор с треньор Атанас Атанасов-Орела през 2011 г. Участва в квалификациите за Европейско първенство по футбол за юноши до 19 г.. Има записани 3 срещи срещу Русия, Босна и Херцеговина и Северна Ирландия.
През септември 2012 г. Михаил Мадански го кани в младежкия национален отбор за европейската квалификация с Люксембург. На една от тренировките при сблъсък със свой съотборник Недялков получава тежка контузия и е опериран по спешност от белодробна емболия.
На 29 септември 2015 г. старши треньора на мъжкия национален отбор Ивайло Петев го вика за евроквалификациите с Хърватия и Азербайджан.

## Успехи

### „Литекс“
- Международен юношески турнир „Юлиян Манзаров“ (2): 2009, 2010
- Шампион на България при юноши младша възраст родени 1992 г. – 2009
- Шампион на България в Дублираща футболна група – 2009/10
- Шампион на България при юноши старша възраст до 19 г. – 2010/11
- Купа на БФС при юноши, родени 1993 г. – 2009

## Успехи

### „Лудогорец“
- Шампион на България (6): 2018/19, 2019/20, 2020/21, 2022/23, 2023/24, 2024/25
- Суперкупа на България (6): 2018, 2019, 2021, 2022, 2023, 2024
- Купа на България (2): 2022/23, 2024/25

## Успехи

### Индивидуални
- Футболист №3 на България за 2020 година